# Grégoire VI
Grégoire VI (? - fin 1047), né sous le nom de Giovanni Graziano (Jean Gratien), fut élu 148e pape le 1er mai 1045 et abdiqua à Sutri le 20 décembre 1046.

## Biographie
En 1045, le trône pontifical était occupé par un jeune débauché, Benoît IX ; sa famille, les influents Théophylactes, l'y avait placé à la suite d'une élection simoniaque quoiqu'il n'eût pas la moindre vocation.
Comme l'idée lui était venue de se marier, il demanda conseil à son parrain Giovanni Graziano, archiprêtre de la Saint Jean Porte latine, dont la droiture était connue, s'il lui était permis d'abdiquer. Quand on lui eut expliqué qu'il en avait le droit, il offrit à son parrain de lui céder sa place contre une grosse indemnité (peut-être mille ou deux mille livres d'argent). Un peu naïvement, Giovanni Graziano accepta, convaincu qu'il valait mieux ne pas laisser un pape aussi indigne sur le trône de saint Pierre et il lui succéda sous le nom de Grégoire VI, parfois assimilé aussi à un fictif (anti)pape Jean XX du fait de son prénom originel de naissance.
Les réformateurs l'accueillirent avec joie et il eut même le soutien de saint Pierre Damien, si strictement légaliste pourtant. L'affaire n'était pas finie : un autre candidat était en lice, Giovanni de Crescenzi Ottaviani, évêque de Sabina, proclamé pape sous le nom de Sylvestre III. Il s'était jadis opposé à Benoît IX, s'était fait élire lui aussi par une élection simoniaque et, bien que finalement vaincu, n'avait pas renoncé à ses prétentions.
Pour compliquer encore davantage la situation, comme Benoît IX, le pape démissionnaire, n'avait pas réussi à obtenir la fille qu'il convoitait, il revint sur son abdication, ce qui faisait désormais trois papes se disputant le siège.
Dans ces conditions, avec un trésor vide et un clergé corrompu, c'était une tâche surhumaine pour Grégoire de mener à bien son désir de réforme, et il ignorait qu'elle devait par la suite être reprise par son secrétaire Ildebrando di Soana qui deviendrait le fameux Grégoire VII. Finalement, une partie du clergé abandonna alors les trois papes et demanda l'arbitrage de l'empereur du Saint-Empire Henri III qui vint en Italie à l'automne 1046.
À la demande de l'empereur, qui semblait le reconnaître, Grégoire VI convoqua le synode de Sutri qui s'ouvrit à Sutri le 20 décembre 1046. Il condamna Sylvestre III comme usurpateur, le déclara déchu de ses dignités épiscopale et sacerdotale, et l'enferma dans un couvent pour le reste de ses jours. Avec Benoît IX, on fit encore moins de façon : il avait abdiqué et ne possédait donc plus aucun droit. Mais on se retourna ensuite contre Grégoire VI en lui rappelant qu'il avait acheté son trône et n'était donc pas moins simoniaque que les autres, si bien qu'il fut obligé de démissionner, laissant la place à un Allemand, Clément II, l'évêque de Bamberg. Il suivit ensuite Henri III en Allemagne où il mourut bientôt après, probablement à Cologne.